# Алпајн (Орегон)
Алпајн (енгл. Alpine) насељено је место без административног статуса у америчкој савезној држави Орегон.

## Демографија
По попису из 2010. године број становника је 171.
| Група             | 2000.    | 2010.       |
| Белци             | 0 (0,0%) | 146 (85,4%) |
| Афроамериканци    | 0 (0,0%) | 0 (0,0%)    |
| Азијати           | 0 (0,0%) | 4 (2,3%)    |
| Хиспаноамериканци | 0 (0,0%) | 12 (7,0%)   |
| Укупно            | 0        | 171         |